# Tchort
Terje Vik Schei, född 7 juli 1974 i Kristiansand, Norge, mer känd under artistnamnet Tchort, är en norsk musiker. Han är känd för att spela basgitarr i black metal-bandet Emperor och för att leda det progressiva metal-bandet Green Carnation. Han har också spelat med Carpathian Forest, Blood Red Throne, Satyricon och Einherjer. 
"Tchort" är ett slaviskt ord (ryska: Чёрт, tjeckiska och slovakiska: Čert, ukrainska och vitryska: Чорт, polska: czort eller czart) som betyder "djävul".
Tchort och Green Carnation-kollegan, Kjetil Nordhus, startade sitt eget skivbolag, Sublife Productions i Kristiansand 1 juli 2005.

## Diskografi (urval)
Studioalbum med Green Carnation
- 1999 – Journey to the End of the Night
- 2001 – Light of Day, Day of Darkness
- 2003 – A Blessing in Disguise
- 2005 – The Quiet Offspring
- 2006 – Acoustic Verses

Studioalbum med The 3rd Attempt
- 2015 – Born in Thorns

Studioalbum med Blood Red Throne
- 2001 – Monument of Death
- 2003 – Affiliated with the Suffering
- 2005 – Altered Genesis
- 2007 – Come Death
- 2009 – Souls of Damnation

Studioalbum med Carpathian Forest
- 2001 – Morbid Fascination of Death
- 2003 – Defending the Throne of Evil
- 2006 – Fuck You All!!!! Caput tuum in ano est

Studioalbum med Emperor
- 1994 – In the Nightside Eclipse